# Tharra oxyomma
Tharra oxyomma är en insektsart som beskrevs av George Willis Kirkaldy 1907. Tharra oxyomma ingår i släktet Tharra och familjen dvärgstritar. Inga underarter finns listade i Catalogue of Life.